# Сан-Фаліу-да-Пальєролс
Сант-Феліу-де-Паллерольс — село в Іспанії, у складі автономної спільноти Каталонія, у провінції Жирона. Муніципалітет займає територію 34,8 км2, а населення в 2014 році становило 1353 особи. 
З 1902 року Сан-Фаліу-да-Пальєролс був з'єднаний із Жироною вузькоколійною залізницею Улот–Жирона, яку продовжили до Улота в 1911 році. Лінія закрита в 1969 році і з тих пір була перетворена на зелену дорогу.